# Gustaf Wallberg
Hans Gustaf Wallberg, född 12 maj 1758, död 8 november 1834 i Stockholm, var en svensk överstelöjtnant, målare, tecknare och grafiker.
Han var son till styckjunkaren Hans Jacob Wallberg och Maria Amalia von Rattschau och gift med Beata Elisabet Mützow. Wallberg blev skeppsgosse vid flottstationen i Sveaborg 1770 och utnämndes till fänrik 1778. Han deltog därefter i fransk krigstjänst 1781–1783 och efter att han återkom till Sverige deltog han i kriget mot Ryssland 1788–1790 som adjutant hos överamiralen CA Ehrensvärd. Han var lärare vid Krigsakademien på Karlberg 1798–1807 där han utnämndes till överstelöjtnant 1804 och beviljades avsked 1898. Han studerade troligen konst för Elias och Johan Fredrik Martin 1783–1785 samt en viss handledning av Carl August Ehrensvärd. Som illustratör utförde han den kalligrafiska textningen i Ehrensvärds Resa till Italien. Han är representerad i Statens porträttsamling med ett miniatyrporträtt i gouache av major JG af Sillén och bland hans övriga porträtt märks de av överste HA Cronstedt och Hedvig Charlotta Cronstedt som barn samt professor NG af Schultén. Förutom porträtt utförde han några kopparstick med sjömilitära motiv varav något användes av Louis Jean Desprez som förlaga för en större bataljmålning. Wallberg är representerad vid Nationalmuseum i Stockholm och Uppsala universitetsbibliotek.